# Microeca
Microeca là một chi chim trong họ Petroicidae.